# ولایت‌های چین

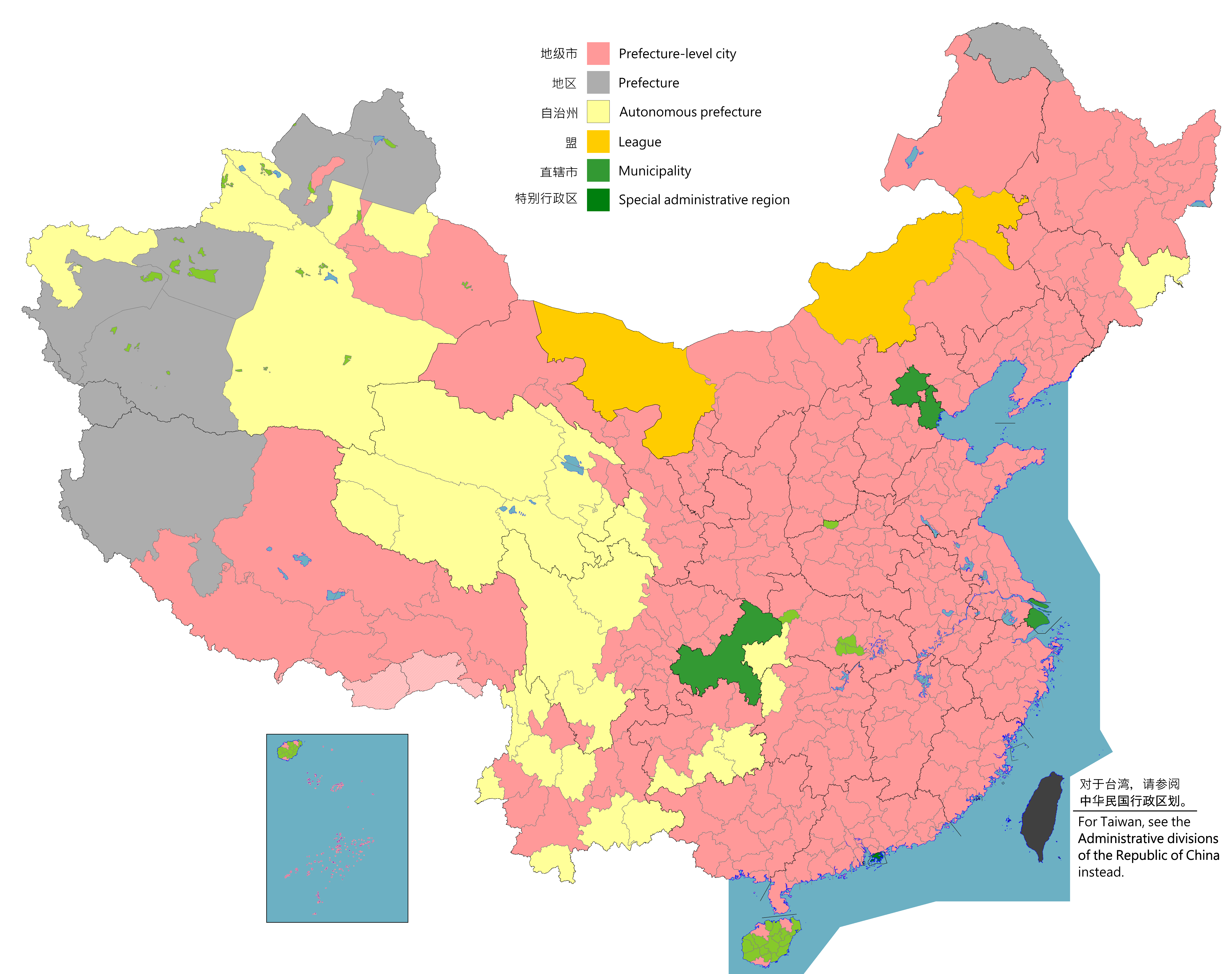
نقشه ای از استان های چین (شامل بخش های زیر استانی)

ولایت‌های چین (انگلیسی: Prefectures of China) یکی از تقسیمات اداری سطح چهارم در کشور چین هستند. در مجموع ۳۳۹ واحد تقسیماتی در سطح ولایت در چین وجود دارد که شامل این لیست می‌باشد.
- ۷ ولایت
- ۳۰ ولایت خودمختار
- ۲۹۹ شهر در سطح ولایت
- ۳ آیماق (لیگ)

## آیماق
آیماق‌ها،‌ واحدهای تقسیماتی هم‌سطح با ولایت هستند که به جا مانده از آرایش نظامی قوای مغول‌تبار در منطقهٔ مغولستان داخلی تحت فرمانروایی دودمان چینگ (سلسله پادشاهی منچو-تبار حاکم بر چین در طول قرن ۱۸ و ۱۹ میلادی) می‌باشد. آیماق‌ها (به مغولی:‌ ᠠᠶᠢᠮᠠᠭ، به سیریلیک: аймаг، به لاتین: ayimaγ)(به چینی: 盟، به پین‌یین: méng) خود نیز به لواء (به مغولی: ᠬᠣᠰᠢᠭᠤ، به سیریلیک: қосиу،‌ به لاتین: qosiɣu)(به چینی: 旗، به پین‌یین: qí) تقسیم شده‌اند.
در کشور مغولستان، استان‌های ۲۱-گانهٔ این کشور در زبان مغولی با نام «آیماق» شناخته می‌شوند.
امروزه، اکثر آیماق‌های مغولستان داخلی به شهر در سطح ولایت  ارتقاء یافته و منحل شده‌اند. تنها سه آیماق در مغولستان داخلی باقی مانده است.

## ولایت
در طول تاریخ، ولایات (به چینی: 地区، به پین‌یین: Dìqū) فراگیرترین تقسیمات اداری سطح دوم (تحت حاکمیت استان‌ها) بودند. اما امروزه، دولت چین، باارتقاء ولایات به شهر در سطح ولایت، سعی در حذف ولایات دارد. به همین دلیل، امروزه، در سال ۲۰۲۳، تنها ۷ ولایت در چین باقی مانده است، که ۵ تای آنها در منطقهٔ سین‌کیانگ (دو تا از این ۵ تا تحت مدیریت ولایت خودمختار ایلی قزاق)، یکی در منطقه خودمختار تبت و دیگری نیز در هیلونگ‌جیانگ قرار دارد.

## ولایت خودمختار
ولایات خودمختار معمولا محل سکونت اقلیتی یا اقلیت‌هایی قومی می‌باشند.در یک مورد استثنایی، ولایت خودمختار ایلی قزاق تحت حاکمیت خویش، دو ولایت قزاق‌نشین دیگر را نیز،  دارد.